# BBC Somerset
BBC Somerset – brytyjska stacja radiowa należąca do BBC i pełniąca w sieci tego nadawcy rolę stacji lokalnej dla hrabstwa ceremonialnego Somerset. Została uruchomiona 11 kwietnia 1988, obecnie jest dostępna w analogowym przekazie naziemnym, a także w Internecie. 
Rozgłośnia produkuje swoje audycje własne w ośrodku w Taunton. Oprócz audycji własnych, stacja prezentuje programy siostrzanych stacji lokalnych BBC, przede wszystkim z Bristolu i Plymouth, a uzupełniająco także z Gloucester, Birmingham, Leeds, Brighton i Londynu. W nocy i wczesnym rankiem transmituje programy ogólnobrytyjskiego BBC Radio 5 Live. 